# لیگ برتر والیبال مردان ایران ۱۳۹۶
لیگ برتر والیبال ایران ۱۳۹۶ بیست و یکمین دوره از رقابت‌های لیگ برتر والیبال ایران می‌باشد. در این دوره بانک سرمایه در دیدار پایانی تیم شگفتی ساز خاتم اردکان را برد و برای سومین بار پیاپی بر روی سکوی نخست لیگ برتر ایستاد.

## نکته
در فصل عادی این دوره از مسابقات تیم‌ها در قالب یک گروه به صورت رفت و برگشت با هم مسابقه دادند و سپس هشت تیم برتر راهی مرحله حذفی شدند.
دیدارهای مرحله حذفی نیز در سه مرحله پیگیری شد که در مرحله نخست آن هشت تیم برتر دور مقدماتی با هم روبرو شدند و تیم‌های پیروز دو مسابقه از سه دیدار به مرحله بعدی راه یافتند. در این مرحله تیم‌های اول با هشتم، دوم با هفتم، سوم با ششم و چهارم با پنجم مسابقه دادند.
در مرحله دوم حذفی نیز تیم‌های برنده مرحله نخست در بازی دو از سه با هم روبرو شدند تا تیم‌های پیروز دو مسابقه به جمع چهار تیم برتر صعود کنند.
در تمامی مراحل حذفی تیم‌هایی که در مرحله مقدماتی مقام بهتری نسبت به رقیب خود کسب کرده بودند در مسابقات اول و سوم میزبان بودند.

## تیم‌ها
- خاتم اردکان
- فرش محتشم کاشان
- بانک سرمایه
- پیکان
- ساری ۲۱
- سایپا
- شمس
- شهرداری ارومیه
- شهرداری تبریز
- کاله مازندران
- شهرداری ورامین
- هاوش گنبد

## مربیان و پیراهن‌ها
| تیم            | مربی             | کاپیتان           | سازنده لباس | تبلیغ پیراهن                 |
| -------------- | ---------------- | ----------------- | ----------- | ---------------------------- |
| بانک سرمایه    | مصطفی کارخانه    | مهدی مهدوی        | سیاوود      | بانک سرمایه سیاوود همراه اول |
| فرش محتشم      | حمید خراسانی     | جواد حسین‌آبادی    | یوسف جامه   | فرش محتشم کاشان              |
| پیکان          | پیمان اکبری      | سعید معروف        | یوسف جامه   | ایران خودرو همراه اول        |
| کاله           | بهروز عطایی      | رسول آقچه لی      | مروژ        | کاله لاکتیویا سولیکو         |
| شهرداری ورامین | فرهاد نفرزاده    | مهدی بازارگرد     | یوسف جامه   | همراه اول شهرداری ورامین     |
| شهرداری ارومیه | ساسان خداپرست    | علیرضا بهبودی     | اسیکس       | شهرداری ارومیه               |
| سایپا          | میروسلاو ژیوکوف  | مجتبی شبان        | استارت      | بیمه حکمت صبا سایپا          |
| هاوش           | رامین بابایی     | علیرضا نادی       | اسیکس البا  | هایپر فامیلی                 |
| خاتم           | عباسعلی میرحسینی | حمیدرضا سوسن‌آبادی | یوسف جامه   | صنایع فولاد اردکان           |
| سارویه         | بهزاد محمودی     | محمد غلامی        | یوسف جامه   | بیمه آسیا                    |
| شهرداری تبریز  | عادل بناکار      | امیر حسینی        | مروژ        | تبریز ۲۰۱۸ هافمن             |
| شمس            | محمد وکیلی       | مرتضی شریفی       | اس ان بی    | کاسل نوش سولیکو کاله         |

## مرحله حذفی
|  | یک‌چهارم نهایی | یک‌چهارم نهایی | یک‌چهارم نهایی | یک‌چهارم نهایی | یک‌چهارم نهایی |   |                | نیمه‌نهایی   | نیمه‌نهایی | نیمه‌نهایی | نیمه‌نهایی | نیمه‌نهایی |          |          | نهایی       | نهایی         | نهایی | نهایی | نهایی |
|  |               |               |               |               |               |   |                |             |           |           |           |           |          |          |             |               |       |       |       |
|  | ۱             | بانک سرمایه   | ۳             | ۳             | —             |   |                |             |           |           |           |           |          |          |             |               |       |       |       |
|  | ۸             | هاوش گنبد     | ۰             | ۰             | —             |   |                |             |           |           |           |           |          |          |             |               |       |       |       |
|  | ۸             | هاوش گنبد     | ۰             | ۰             | —             |   | ۱              | بانک سرمایه | ۳         | ۳         | —         |           |          |          |             |               |       |       |       |
|  |               |               |               |               |               |   | ۱              | بانک سرمایه | ۳         | ۳         | —         |           |          |          |             |               |       |       |       |
|  |               | ۵             | پیکان         | ۰             | ۱             | — |                |             |           |           |           |           |          |          |             |               |       |       |       |
|  | ۴             | ۵             | پیکان         | ۰             | ۱             | — | شهرداری ورامین | ۰           | ۰         | —         |           |           |          |          |             |               |       |       |       |
|  | ۴             |               |               |               |               |   | شهرداری ورامین | ۰           | ۰         | —         |           |           |          |          |             |               |       |       |       |
|  | ۵             | پیکان         | ۳             | ۳             | —             |   |                |             |           |           |           |           |          |          |             |               |       |       |       |
|  |               |               |               |               |               |   |                |             |           |           |           |           |          | ۱        | بانک سرمایه | ۳             | ۳     | —     |       |
|  |               | ۷             | خاتم اردکان   | ۲             | ۱             | — |                |             |           |           |           |           |          |          |             |               |       |       |       |
|  | ۲             | سایپا         | ۰             | ۰             | —             |   |                |             |           |           |           |           |          |          |             |               |       |       |       |
|  | ۷             | خاتم اردکان   | ۳             | ۳             | —             |   |                |             |           |           |           |           |          |          |             |               |       |       |       |
|  | ۷             | خاتم اردکان   | ۳             | ۳             | —             |   | ۷              | خاتم اردکان | ۳         | ۳         | —         |           |          |          |             |               |       |       |       |
|  |               |               |               |               |               |   | ۷              | خاتم اردکان | ۳         | ۳         | —         |           |          |          |             |               |       |       |       |
|  |               | ۳             | شهرداری تبریز | ۰             | ۱             | — |                |             | مکان سوم  | مکان سوم  | مکان سوم  | مکان سوم  | مکان سوم | مکان سوم | مکان سوم    |               |       |       |       |
|  | ۳             | ۳             | شهرداری تبریز | ۰             | ۱             | — | شهرداری تبریز  | ۳           | مکان سوم  | مکان سوم  | مکان سوم  | مکان سوم  | مکان سوم | مکان سوم | مکان سوم    | ۳             | —     |       |       |
|  | ۳             |               |               |               |               |   | شهرداری تبریز  | ۳           |           |           |           |           |          |          |             | ۳             | —     |       |       |
|  | ۶             | کاله مازندران | ۱             | ۲             | —             |   |                |             |           |           |           |           |          |          | ۵           | پیکان         |       |       |       |
|  |               |               |               |               |               |   |                |             |           |           |           |           |          |          | ۳           | شهرداری تبریز |       |       |       |

### یک‌چهارم نهایی
بانک سرمایه تهران – هاوش گنبد؛
| تاریخ    | زمان  |                   | امتیاز |                   | ست ۱  | ست ۲  | ست ۳  | ست ۴ | ست ۵ | مجموع |
| -------- | ----- | ----------------- | ------ | ----------------- | ----- | ----- | ----- | ---- | ---- | ----- |
| ۷ فوریه  | ۱۷:۳۰ | بانک سرمایه تهران | ۳–۰    | هاوش گنبد         | ۲۵–۲۰ | ۲۵–۱۸ | ۲۵–۱۴ |      |      | ۷۵–۵۲ |
| ۱۴ فوریه | ۱۷:۳۰ | هاوش گنبد         | ۰–۳    | بانک سرمایه تهران | ۲۲–۲۵ | ۲۵–۲۷ | ۱۹–۲۵ |      |      | ۶۶–۷۷ |

شهرداری ورامین – پیکان تهران؛
| تاریخ    | زمان  |                | امتیاز |                | ست ۱  | ست ۲  | ست ۳  | ست ۴ | ست ۵ | مجموع |
| -------- | ----- | -------------- | ------ | -------------- | ----- | ----- | ----- | ---- | ---- | ----- |
| ۷ فوریه  | ۱۷:۳۰ | شهرداری ورامین | ۰–۳    | پیکان تهران    | ۲۱–۲۵ | ۱۶–۲۵ | ۲۳–۲۵ |      |      | ۶۰–۷۵ |
| ۱۴ فوریه | ۱۵:۰۰ | پیکان تهران    | ۳–۰    | شهرداری ورامین | ۲۵–۲۱ | ۲۵–۲۲ | ۲۵–۲۱ |      |      | ۷۵–۶۴ |

سایپا تهران – خاتم اردکان؛
| تاریخ    | زمان  |             | امتیاز |             | ست ۱  | ست ۲  | ست ۳  | ست ۴ | ست ۵ | مجموع |
| -------- | ----- | ----------- | ------ | ----------- | ----- | ----- | ----- | ---- | ---- | ----- |
| ۷ فوریه  | ۱۵:۰۰ | سایپا تهران | ۰–۳    | خاتم اردکان | ۲۵–۲۷ | ۱۸–۲۵ | ۱۷–۲۵ |      |      | ۶۰–۷۷ |
| ۱۴ فوریه | ۱۶:۰۰ | خاتم اردکان | ۳–۰    | سایپا تهران | ۲۵–۲۰ | ۲۷–۲۵ | ۲۸–۲۶ |      |      | ۸۰–۷۱ |

شهرداری تبریز – کاله مازندران؛
| تاریخ    | زمان  |               | امتیاز |               | ست ۱  | ست ۲  | ست ۳  | ست ۴  | ست ۵  | مجموع   |
| -------- | ----- | ------------- | ------ | ------------- | ----- | ----- | ----- | ----- | ----- | ------- |
| ۷ فوریه  | ۱۷:۰۰ | شهرداری تبریز | ۳–۱    | کاله مازندران | ۲۵–۲۳ | ۲۲–۲۵ | ۲۵–۲۲ | ۲۵–۱۸ |       | ۹۷–۸۸   |
| ۱۴ فوریه | ۱۷:۳۰ | کاله مازندران | ۲–۳    | شهرداری تبریز | ۲۳–۲۵ | ۲۱–۲۵ | ۲۵–۲۳ | ۲۵–۲۰ | ۱۳–۱۵ | ۱۰۷–۱۰۸ |

### نیمه نهایی
بانک سرمایه تهران – پیکان تهران؛
| تاریخ    | زمان  |                   | امتیاز |                   | ست ۱  | ست ۲  | ست ۳  | ست ۴  | ست ۵ | مجموع  |
| -------- | ----- | ----------------- | ------ | ----------------- | ----- | ----- | ----- | ----- | ---- | ------ |
| ۲۱ فوریه | ۱۸:۰۰ | بانک سرمایه تهران | ۳–۰    | پیکان تهران       | ۲۵–۱۹ | ۲۵–۱۸ | ۲۵–۱۹ |       |      | ۷۵–۵۶  |
| ۲۸ فوریه | ۱۸:۰۰ | پیکان تهران       | ۱–۳    | بانک سرمایه تهران | ۲۳–۲۵ | ۲۵–۲۲ | ۱۹–۲۵ | ۲۷–۲۹ |      | ۹۴–۱۰۱ |

خاتم اردکان – شهرداری تبریز؛
| تاریخ    | زمان  |               | امتیاز |               | ست ۱  | ست ۲  | ست ۳  | ست ۴  | ست ۵ | مجموع |
| -------- | ----- | ------------- | ------ | ------------- | ----- | ----- | ----- | ----- | ---- | ----- |
| ۲۱ فوریه | ۱۶:۰۰ | شهرداری تبریز | ۰–۳    | خاتم اردکان   | ۲۱–۲۵ | ۲۰–۲۵ | ۲۱–۲۵ |       |      | ۶۲–۷۵ |
| ۲۸ فوریه | ۱۶:۰۰ | خاتم اردکان   | ۳–۱    | شهرداری تبریز | ۱۸–۲۵ | ۲۵–۱۹ | ۲۵–۲۳ | ۲۵–۱۹ |      | ۹۳–۸۶ |

### مکان سوم
پیکان تهران – شهرداری تبریز؛
- دیدار تیم‌های پیکان تهران و شهرداری تبریز برای تعیین مکان سوم با توافق بین دو تیم لغو شد و این دو تیم به‌طور مشترک در مکان سوم جای گرفتند.[۱]

### نهایی
بانک سرمایه تهران – خاتم اردکان؛
| تاریخ   | زمان  |                   | امتیاز |                   | ست ۱  | ست ۲  | ست ۳  | ست ۴  | ست ۵  | مجموع  |
| ------- | ----- | ----------------- | ------ | ----------------- | ----- | ----- | ----- | ----- | ----- | ------ |
| ۷ مارس  | ۱۷:۰۰ | بانک سرمایه تهران | ۳–۲    | خاتم اردکان       | ۲۵–۱۹ | ۲۴–۲۶ | ۲۵–۲۷ | ۲۵–۱۵ | ۱۵–۱۱ | ۱۱۴–۹۸ |
| ۱۴ مارس | ۱۶:۰۰ | خاتم اردکان       | ۱–۳    | بانک سرمایه تهران | ۲۱–۲۵ | ۱۳–۲۵ | ۲۵–۲۲ | ۲۰–۲۵ |       | ۷۹–۹۷  |

## بازیکنان خارجی
- لوکاش ژیگادلو (بانک سرمایه)
- کی فن دایک (پیکان)
- سیمون فن د وورد (پیکان)
- لیبرمن آگامز (پیکان)
- ایوان استانف (سایپا)
- ونلین کادانکوف (سایپا)
- آندره کوتسموس (شهرداری ورامین)
- دوبورمیر دیمیتروف (خاتم اردکان)

## رده‌بندی نهایی
| رتبه | تیم               |
| ---- | ----------------- |
| 1    | بانک سرمایه تهران |
| 2    | خاتم اردکان       |
| 3    | پیکان تهران       |
| 3    | شهرداری تبریز     |
| ۵    | سایپا تهران       |
| ۶    | شهرداری ورامین    |
| ۷    | کاله مازندران     |
| ۸    | هاوش گنبد         |
| ۹    | شمس تهران         |
| ۱۰   | شهرداری ارومیه    |
| ۱۱   | ساری ۲۱           |
| ۱۲   | فرش محتشم کاشان   |

|  | راه‌یافته به قهرمانی باشگاه‌های آسیا ۲۰۱۸ |

| قهرمان فصل ۱۳۹۶ لیگ برتر ایران  |
| ------------------------------- |
| بانک سرمایه تهران سومین قهرمانی |

|  |  |